# 陶氏玉柳
柔順皇太后（越南语：／，？—1775年），名陶氏玉柳（越南语：／），越南後黎朝皇后、皇太后。
陶氏玉柳出生在今日興安省文江縣的一個農民家庭中，她的母親很早就去世了。她的父親為了養家糊口，帶著她背井離鄉來到河內謀生。由於父親成為皇宮中的工匠，陶氏得以入宮。她引起了王子黎維祥（黎純宗）的注意，為後者誕下一子黎維祧（黎顯宗）。1732年，黎純宗登基後，冊立陶氏為皇后。1735年又被尊為皇太后。
景興三十六年（1775年）去世，諡柔慎皇太后（一作柔順皇太后）。直到三年後的1778年，她才被下葬。景興四十四年（1783年），加諡柔慎慈壽安和皇太后。